# Кралско астрономическо общество
Кралското астрономическо общество (на английски: Royal Astronomical Society, RAS) е научна общност и благотворителна организация, която насърчава изучаването на астрономия, планетология, геофизика и тясно свързани клонове на науката. Седалището му е в Бърлингтън Хаус, на Пикадили в Лондон. Обществото има над 4000 членове, известни като стипендианти, повечето от които са професионални изследователи или докторанти. Около една четвърт от стипендиантите живеят извън Обединеното кралство.
Кралското астрономическо общество поддържа библиотека за астрономически изследвания, ангажира се с обществена дейност и съветва правителството на Обединеното кралство относно астрономическото образование.

## История
Обществото е основано през 1820 г. като Лондонско астрономическо дружество в подкрепа на астрономическите изследвания. По това време повечето членове са по-скоро „джентълмени астрономи“, отколкото професионалисти. То става Кралско астрономическо дружество през 1831 г. след получаване на Кралска харта от Уилям IV.
Между 1835 и 1916 г. на жените не е позволено да бъдат стипендианти, но Ан Шийпшанкс, лейди Маргарет Линдзи Хъгинс, Агнес Клерк, Ани Джъмп Кенън и Уилямина Флеминг стават почетни членове. През 1886 г. Айзис Погсън е първата жена, която се опитва да бъде избрана за стипендиант на Обществото, номинирана (неуспешно) от баща си и двама други стипендианти. Всички стипендианти до този момент са мъже и нейната номинация е оттеглена, когато адвокатите заявяват, че според разпоредбите на Кралската харта на Обществото, стипендиантите са наричани само „той“, следователно могат да бъдат само мъже. Допълнителна харта от 1915 г. отваря вратите на Кралското астрономическо общество за жени. На 14 януари 1916 г. Мери Адела Благ, Ела К. Чърч, А. Грейс Кук, Ирен Елизабет Той Уорнър и Фиамета Уилсън стават първите пет жени, избрани за членове.

## Публикации
Една от основните дейности на Кралското астрономическо общество е публикуването на реферирани списания. Издава научните списания Monthly Notices of the Royal Astronomical Society, Geophysical Journal International и RAS Techniques and Instruments, заедно с търговското списание Astronomy &amp; Geophysics. 
Историята на списанията, публикувани от Обществото (със съкращения, използвани от Astrophysics Data System), включва:
- Memoirs of the Royal Astronomical Society (MmRAS): 1822 – 1977[5]
- Monthly Notices of the Royal Astronomical Society (MNRAS): от 1827 г.
- Geophysical Supplement to Monthly Notices (MNRAS): 1922 – 1957
- Geophysical Journal (GeoJ): 1958 – 1988
- Geophysical Journal International (GeoJI): от 1989 г. (номерацията на томовете продължава от GeoJ)
- Quarterly Journal of the Royal Astronomical Society (QJRAS): 1960 – 1996
- Astronomy & Geophysics (A&G): от 1997 г. (номерирането на томовете продължава от QJRAS)
- Техники и инструменти на RAS (RASTI): от 2021 г.[6]

## Членство

### Стипендианти
Пълноправните членове на Кралското астрономическо общество се наричат стипендианти. Членството е отворено за всеки на възраст над 18 години, който се счита за приемлив за обществото. В резултат на основаването на обществото във време, преди да има много професионални астрономи, не се изискват официални квалификации. Около три четвърти от стипендиантите обаче са професионални астрономи или геофизици. Обществото действа като професионална организация за астрономи и геофизици в Обединеното кралство. През 2003 г. броят на членовете става над 3000 души.

### Приятели
През 2009 г. стартира инициатива за хора с интерес към астрономия и геофизика, но без професионална квалификация или специализирани познания по темата. Такива хора могат да се присъединят към Приятелите на Кралското астрономично общество, които предлагат популярни разговори, посещения и социални събития.

## Срещи
Дружеството организира обширна програма от срещи:
Най-голямата среща на RAS всяка година е Националната астрономическа среща, голяма конференция на професионални астрономи. Провежда се в продължение на 4 – 5 дни всяка пролет или началото на лятото, обикновено в университетски кампус в Обединеното кралство. Стотици астрономи присъстват всяка година. 
По-чести малки информационни срещи включват лекции по изследователски теми в астрономията и геофизиката, често изнасяни от носители на награди на обществото. Те обикновено се провеждат в Бърлингтън Хаус в Лондон следобед на втория петък на всеки месец от октомври до май. Разговорите са предназначени да бъдат достъпни за широка аудитория от астрономи и геофизици и са безплатни за всеки да присъства (не само за членове на обществото). Официалните доклади от срещите се публикуват в списание The Observatory.
Специализирани дискусионни срещи се провеждат в същия ден като всяка информационна среща. Те са насочени към професионални учени в конкретна изследователска област и позволяват на няколко лектори да представят нови резултати или прегледи на научни области. Обикновено две дискусионни срещи по различни теми (една по астрономия и една по геофизика) се провеждат едновременно на различни места в Бърлингтън Хаус, преди основната среща за деня. Те са безплатни за членове на обществото, но изискват малка входна такса за нечленове.
Кралското астрономическо общество провежда редовна програма от публични лекции, насочени към обща, неспециализирана аудитория. Те се провеждат предимно във вторник веднъж месечно, като една и съща реч се изнася два пъти: веднъж на обяд и веднъж рано вечер. Местата са различни, но обикновено са в Бърлингтън Хаус или друго близко място в централен Лондон. Лекциите са безплатни, въпреки че някои популярни сесии изискват предварителна резервация.
Обществото понякога е домакин или спонсорира срещи в други части на Обединеното кралство, често в сътрудничество с други научни дружества и университети.

## Библиотека
Кралското астрономическо дружество разполага с по-изчерпателна колекция от книги и списания по астрономия и геофизика, отколкото библиотеките на повечето университети и изследователски институции. Библиотеката получава около 300 текущи периодични издания по астрономия и геофизика и съдържа повече от 10 000 книги от популярно ниво до сборници от конференции. Нейната колекция от астрономически редки книги е на второ място след тази на Кралската обсерватория в Единбург. Библиотеката на Кралското астрономическо дружество е основен ресурс не само за обществото, но и за по-широката общност от астрономи, геофизици и историци.

## Образование
Обществото популяризира астрономията сред членовете на широката общественост чрез своите информационни страници за студенти, учители, обществеността и медийни изследователи.

## Президенти
Първият човек, който носи титлата президент на Кралското астрономическо дружество, е Уилям Хершел, въпреки че той никога не е председателствал среща на Обществото. След него постът е заеман от много изтъкнати астрономи. Мандатът на президента обикновено е две години, но някои титуляри подават оставка след една година, например поради влошено здраве. Франсис Бейли и Джордж Еъри са избирани рекордните четири пъти всеки. Бейли заема позицията за най-продължителен период в историята на Обществото – осем години; Еъри служи седем. От 1876 г. никой не е служил повече от две години.
Настоящият президент е Майк Едмъндс, който започва мандата си през май 2022 г.

## Награди и отличия
Най-високото отличие, връчвано от Кралското астрономическо дружество, е неговият златен медал, който може да се присъжда за всякакви постижения, но най-често се признава за изключителен цялостен принос. Сред най-известните на широката публика получатели са Алберт Айнщайн през 1926 г. и Стивън Хокинг през 1985 г.
Други награди се връчват в конкретни области на астрономията или геофизичните изследвания и включват медала „Едингтън“, медала „Хершел“, медала „Чапман“ и медала „Прайс“. Освен научните изследвания, има специфични награди за училищно преподаване (медал „Патрик Мур“), популяризиране на науката (медал „Ани Маундер“), история на науката (медал „Агнес Мери Клерк“).
Всяка година обществото предоставя няколко безплатни доживотни членства (наричани почетни стипендии) на видни изследователи, пребиваващи извън Обединеното кралство.

## Други дейности
Обществото заема помещения в Бърлингтън Хаус, Лондон, където библиотека и зали за срещи са на разположение на стипендианти и други заинтересовани страни. Обществото представлява интересите на астрономията и геофизиката пред националните и регионалните и европейските правителства на Обединеното кралство и свързаните с тях органи и поддържа пресслужба, чрез която информира медиите и обществеността като цяло за развитието на тези науки. Обществото раздава и субсидии за достойни каузи в астрономията и геофизиката.
Организацията е член на Международния астрономически съюз и  на Научния съвет на Обединеното кралство.